# Funiculares y teleféricos de Cataluña
Actualmente en Cataluña hay las siguientes redes de trenes cremallera, funiculares y teleféricos en las cuatro provincias catalanas:

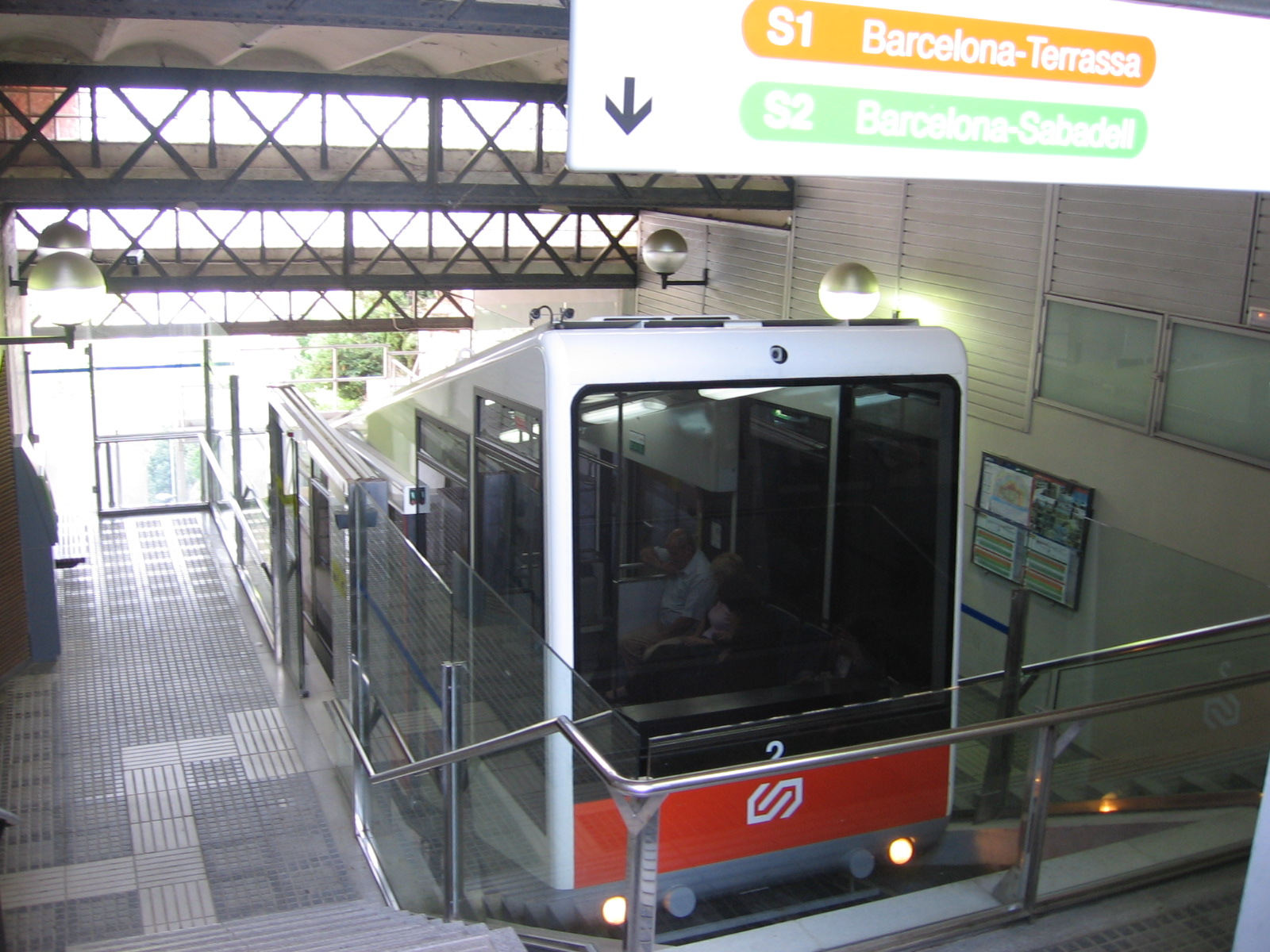
Funicular de Vallvidrera

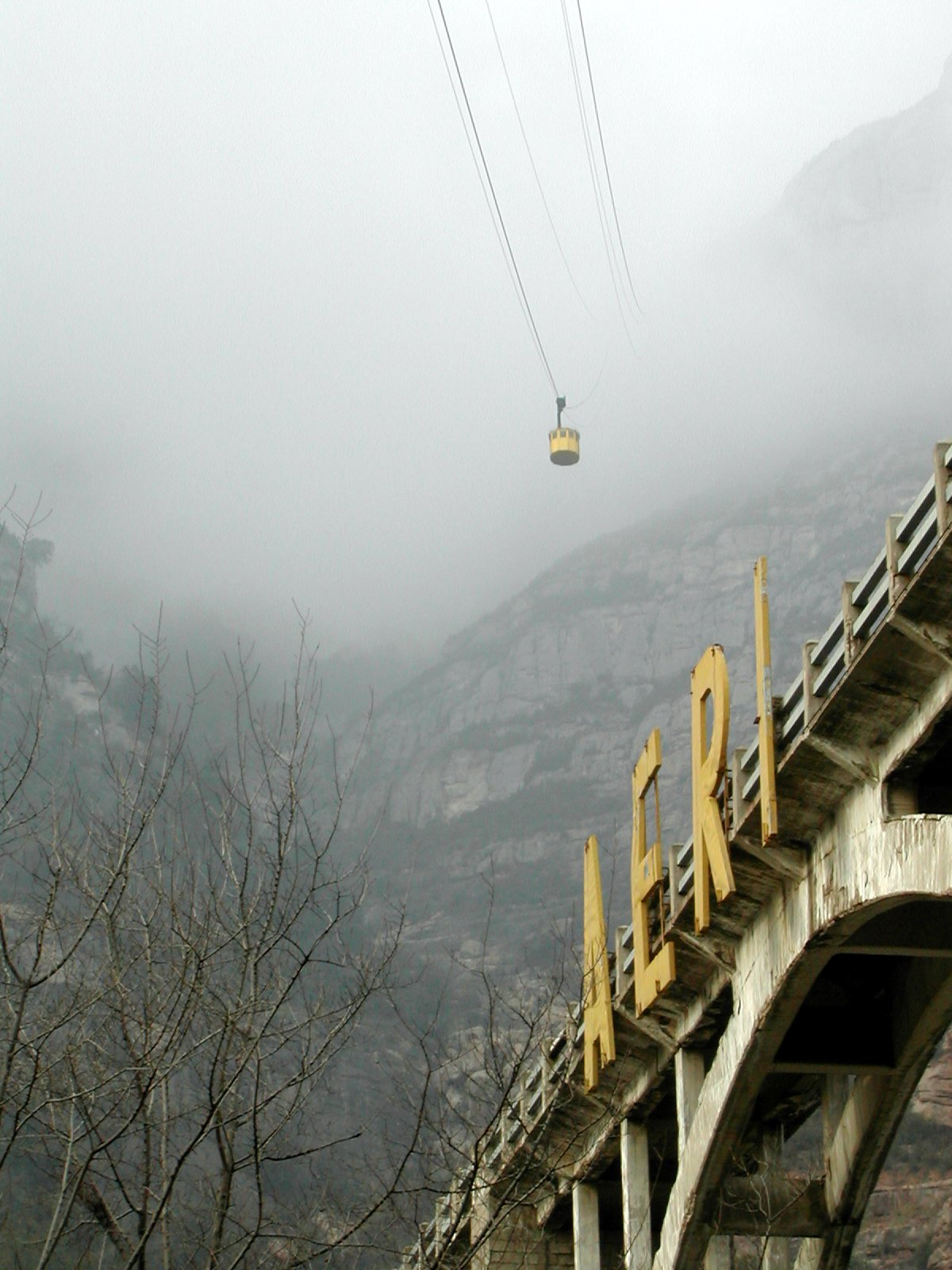
Aeri de Montserrat

## Redes de transporte enCataluña

### Tren cremallera
- Tren cremallera de Montserrat, en Montserrat.

- Cremallera de Nuria, en la Vall de Núria

### Funicular
- Funicular de Sant Joan, en Montserrat.

- Funicular de La Santa Cova, en Montserrat.

- Funicular de Gelida, en Gelida.

- Funicular de Vallvidrera, en Barcelona

- Funicular de Montjuïc, en Barcelona.

- Funicular del Tibidabo, en Barcelona.

### Teleférico
- Teleférico de Montserrat, en Montserrat.

- Telefèric de Montjuïc, en Barcelona.

- Telefèric del puerto, en Barcelona.